# Talence
Talence là một xã trong tỉnh Gironde, thuộc vùng Nouvelle-Aquitaine của nước Pháp, có dân số là 40.700 người (thời điểm 2004). Xã nằm trong vùng ngoại ô của Bordeaux.